# Jakob Cedergren
Jakob Cedergren, né le 10 janvier 1973 à Lund, est un acteur danois d'origine suédoise.

## Biographie
Cedergren est né en Suède, de parents suédois, mais à déménagé au Danemark dans son enfance. Il a étudié à l'École Nationale de théâtre du Danemark à Copenhague, et à obtenu son diplôme en 1997. Il a participé à environ 40 films danois, norvégiens et suédois. 
En 2004, il a été nommé pour le prix danois Bodil du meilleur rôle masculin. Il a reçu le prix Robert 2009 pour le rôle masculin principal de l'année.

## Filmographie

### Au cinéma
- 2003 : Rembrandt de Jannik Johansen
- 2005 : Dark Horse (Voksne mennesker) de Dagur Kári
- 2008 : Terriblement heureux (Frygtelig lykkelig) de Henrik Ruben Genz
- 2009 : Rage, de Sally Potter : Otto
- 2010 : Submarino de Thomas Vinterberg
- 2013 : Sorg og glæde de Nils Malmros
- 2015 : Antigang de Benjamin Rocher
- 2016 : Compulsion : Alex
- 2018 : The Guilty de Gustav Möller

### À la télévision
- 2007 : The Killing (Forbrydelsen) : Phillip Dessau
- 2010-2019 : Meurtres à Sandhamn : Inspecteur Thomas Andreasson
- 2011 : Traque en série (Den som dræber) : Thomas Schaeffer
- 2021 : La Corde : Ulrik

## Distinctions
- Festival international du film de Thessalonique 2018 : Prix d'interprétation masculine pour The Guilty [1].
- Festival du film de Turin 2018 : Prix du meilleur acteur pour The Guilty [2].